# ماری آرنلد
 ماری آرنلد (انگلیسی: Mary Arnold؛ زاده ۲۶ اکتبر ۱۹۱۶ درگذشته ۱۹۷۵) یک تنیس‌باز اهل ایالات متحده آمریکا بود. 